# Saccopharynx berteli
Saccopharynx berteli är en fiskart som beskrevs av Kenneth A. Tighe och Nielsen 2000. Saccopharynx berteli ingår i släktet Saccopharynx och familjen Saccopharyngidae. Inga underarter finns listade i Catalogue of Life.